# Luce Fabbri
Luce Fabbri (Roma, 1908 - Montevideo, 2000) foi uma escritora, educadora e militante anarquista italo-uruguaia.

## Trajetória
Luce Fabbri nasceu em Roma no ano de 1908, filha de Luigi Fabbri, conhecido militante anarquista italiano, que insistia que ela deveria buscar se educar antes de optar pelo anarquismo. Mesmo assim, ela iniciou cedo sua militância no movimento libertário. Seu pai era amigo de Errico Malatesta, e um dos princípais defensores das perspectivas desse. Malatesta frequentava a casa da familia, e por ele Luce desenvolveu um carinho pessoal, foi apelidada por Malatesta de donna d/oro (moça de oura), ele a ensinou também jogos de criança e canções.
Se formou em Letras pela Universidade de Bolonha em 1928. Em 1929, com 21 anos, se refugia no Uruguai junto com sua familia, intensamente perseguida pelo regime fascista. O uruguai encontram um movimento anarquista vigoroso e receptivo. Ela se torna professora de história no ensino secundário pouco tempo depois, função que manteria até 1970. Chegou também à dar aula de literatura italiana na Facultad de Humanidades y Ciências de Ia Educación, foi afastada durante o período da ditadura, mas retornou ao fim.
Mantendo junto com seu pai, desde o início da década de 1930, a revista antifascistas Studi Sociali. Quando seu pai falece, em 1935, ela passa à coordenar a revista sozinha, e publica no mesmo ano seu primeiro livro Camisas Negras, reunindo diversas palestras que fez em 1933 em Rosário de Santa Fé, Argentina. Nessa livro a autora examina detalhadamente a condição ética e política do surgimento e crescimento do fascismo, com análises fundadas nos desenvolvimentos globais de sua época, com a intensa fascistização que atravessa a Europa e América, mas principalmente o caso italiano.

## Obras
- "Camisas Negras. Estudio crítico histórico del origen y evolución del fascismo, sus hechos y sus ideas", con nota final proyectada a la actualidad autoritaria argentina por José M. Lunazzi. Buenos Aires, Ediciones Nervio, 1935, pp. 276
- (Con el pseudónimo de Luz D. ALBA) "19 de Julio. Antología de la revolución española". Montevideo, Colección Esfuerzo, 1937
- (Junto a D. A. de SANTILLÁN) "Gli anarchici e la rivoluzione spagnola" Lugano, Carlo Frigerio Editore, marzo-aprile 1938, pp.20.
- "La libertà nelle crisi rivoluzionarie" Montevideo, Edizioni Studi Sociali, 1947, pp. 42
- "El totalitarismo entre las dos guerras". Buenos Aires, Ediciones Union Socialista Libertaria, 1948, pp. 24
- "Max NETTLAU", de Saverio Merlino, traducción e introducción de Luce Fabbri. Montevideo, Edizioni Studi Sociali, 1948, pp. 35
- "L'anticomunismo, l'antiimperialismo e la pace" Montevideo, Edizioni di Studi Sociali, 1949, pp. 48 (Edición en castellano de 1951)
- E. MALATESTA "Organizzazione" - Luigi FABBRI "Libera sperimentazione", a cargo di L.F. Montevideo, Edizioni Studi Sociali, 1950, pp. 24 (introducción de Luce Fabbri)
- "La strada". Montevideo, Edizioni Studi Sociali, 1952, pp. 32 (Ediciones en castellano, "El camino", de 1952 y 1998)
- "Sotto la minaccia totalitaria. Democrazia Liberalismo Socialismo Anarchismo" ["Bajo la amenaza totalitaria. Democracia, Liberalismo, Socialismo, Anarquismo"]. Nápoles, Edizioni RL, 1955, pp. 52
- "Problemi d'oggi". Nápoles, Edizioni RL, 1958
- "La libertad entre la historia y la utopía", prólogo de Diego Abad de Santillán. Rosario, Ediciones Unión Socialista Libertaria, 1962
- "El anarquismo: más allá de la democracia". Buenos Aires, Editorial Reconstruir, 1983, pp. 59
- "Luigi Fabbri. Storia d'un uomo libero" ["Luigi Fabbri. Historia de un hombre libre"], con introducción a cargo de Pier Carlo Masini, Pisa, BFS, 1996, pp. 240
- "Una strada concreta verso l'utopia. Itinerario anarchico di fine millennio" ["Un camino concreto hacia la utopía. Itinerario anarquista a final del milenio"], con prefacio de Massimo Ortalli. Pescara, Samizdat, 1998, pp. 206
- "La libertad entre la historia y la Utopía. Tres ensayos y otros textos del siglo XX". Barcelona-Dreux, prólogo y edición de Antonia Fontanillas Borrás y Sonya Torres Planells, 1998, pp. 147

### Poesia
- "I canti dell'attesa". Montevideo, M. O. Bertani, 1932, pp. 111
- "Propinqua Libertas"

### História e crítica literária
- "Influenza della letteratura italiana sulla cultura rioplatense (1810-1853)". Montevideo, Ediciones Nuestro Tiempo, 1966, pp. 59
- "L'influenza della letteratura italiana sulla cultura rioplatense (1853-1915)". Montevideo, Editorial Lena & Cìa. S. A., 1967, pp. 75
- "La poesía de Leopardi". Montevideo, Instituto Italiano de Cultura, 1971, pp. 519
- "Maquiavelo escritor" (apartado del libro Vigencia de Maquiavelo), Montevideo, Instituto Italiano de Cultura, 1972
- Nicolás MAQUIAVELO, "El Príncipe", prólogo y notas de Luce Fabbri Cressatti. Edición bilingüe: Italiano - Castellano. Montevideo, Editorial Nordan - Comunidad, s.d. [1993]
- "La Divina Comedia de Dante Alighieri". Montevideo, Universidad de la República, Departamento de Publicaciones, 1994

### Ensaios
- "Interés literario de las "Obras Menores". Ayax de H. Foscolo, 1952
- "Las Corrientes de Crítica e Historiografía Literarias en la Italia actual", 1955
- "La poesía del Paraíso y la metáfora de la nave", 1960
- "Alegoría y profecía en Dante", 1962
- "Dante, poeta del conocimiento"
- "Dante en la poesía comprometida del siglo XIV"